# Nova Cantu
Nova Cantu is een gemeente in de Braziliaanse deelstaat Paraná. De gemeente telt 7.481 inwoners (schatting 2009).

## Aangrenzende gemeenten
De gemeente grenst aan Altamira do Paraná, Campina da Lagoa, Laranjal, Mamborê, Palmital en Roncador.